# Вулвергемптон
Вулверге́мптон (англ. Wolverhampton, [ˌwʊlvərˈhæmptən]) — місто в Англії, виділене в окремий район зі статусом «сіті», на північному заході церемоніального і метропольної графства Західний Мідлендс.
У графство Вест-Мідлендс місто перейшло з графства Стаффордшир в результаті реформи 1974 року. Місто займає площу 69 км² і межує на заході і півночі з церемоніальним графством Стаффордшир, на сході з районом Волсолл, на півдні з районом Дадлі. На території міста проживають 239 400 осіб, при середній щільності населення 3407 осіб/км² .
Вулвергемптон управляється міською радою, що складається з 60 депутатів, обраними у 20 округах. У результаті останніх виборів 28 місць у раді займають лейбористи .

## Відомі люди
- Майлз Мендер (1888 — 1946) — англійський актор, режисер, сценарист і письменник.